# První bitva u Helgolandské zátoky
První bitva u Helgolandské zátoky byla námořní bitvou první světové války. Došlo pří ní ke střetu mezi britskou a německou flotou. Bitva se uskutečnila 28. srpna 1914 v Severním moři u Helgolandské zátoky.

## Úvod
Aby zabezpečili válečné přístavy Wilhelmshaven, Jade a Cuxshaven, položili Němci během srpna 1914 kolem Helgolandské zátoky 3 minová pásma. 28. srpna vyslala britská admiralita na moře lehké křižníky Arethusa a Fearless a 31 torpédoborců, kterým velel commodore Reginald Tyrwhitt. Jejich úkolem bylo napadnout lodě u Helgolandské zátoky. K jejich krytí byly určeny 3 skupiny.
- 1. squadrona bitevních křižníků, které velel viceadmirál David Beatty. Složená byla z bitevních křižníků Lion, Queen Mary a Princess Royal.
- Force K, které velel kontradmirál Moore. Byla složená z bitevních křižníků Invincible a New Zealand.
- 1. squadrona lehkých křižníků, které velel comodore William Goodenough. Byla složená z lehkých křižníků Southampton, Birmingham, Falmouth, Liverpool, Lowestoft a Nottingham.

## Bitva
28. srpna ráno narazily Tyrwhittovy lodě na německé torpédovky, které spolu s lehkými křižníky Frauenlob a Stettin hlídkovaly u minonosek. Začala přestřelka ve které se k Tyrwhittovi přidaly i Goodenoughovy lodě. Němce posílily lehké křižníky Mainz, Emden, Köln a Ariadne, které připluly z Wilhelmshavenu. V přestřelce byl potopen německý Mainz a poškozen britský Arethusa.
V 11:25 požádal Tyrwhitt o pomoc bitevní křižníky, které okolo 12:40 potopily lehké křižníky Ariadne a Köln se kterým se potopil i kontradmirál Leberecht Maass. Britské bitevní křižníky ustoupily dříve než mohla německým lodím připlout adekvátní posila z Wilhelmshavenu.